# 押田誠
押田 誠（おしだ まこと、1980年4月18日 - ）は、兵庫県出身のソングライター。大阪音楽大学卒業。

## 略歴
2005年に開催されたスターダストプロモーション、オリコン共催の楽曲オーディションサビだけ.comで1000曲の応募数からグランプリを受賞。またその受賞曲がポップスデュオグループHAYABUSAのデビューシングル「Miracle」にC/W曲として収録されている。販売はフォーライフミュージックエンタテイメント。

## 作品

### 提供楽曲
- Tears for...／百瀬環(歌：沢城みゆき)　[作曲] （2003/07）
- 乱れ髪／江坂美紀　[作曲・編曲] （2004/06）
- 迷いながら／HAYABUSA　[共作詞・作曲] （2006/05）
- BOW WOW／HotchPotchi　[作曲] （2006）
- powder snow／璃杏　[作曲] （2011）
- Gypsy Kiss／璃杏　[作曲] （2011）
- hand/s／雪乃　[作曲・共編曲] （2013/03）
- ロマンスのスタート／乃木坂46　[作曲・共編曲] （2014/04）
- きまぐれブルーバード／mini-chu!!! [作詞・作曲] （2014）
- Chance to Kiss／mini-chu!!! [作詞・作曲] （2014）
- SHA'N'SE!／ぐーがる。[作詞・作曲] （2014）
- 愛のプリズナー／mini-chu!!! [作詞・作曲] （2015）
- 情熱サーブ／mini-chu!!! [作詞・作曲] （2016）
- 君が笑うなら／ぐーがる。[作詞・作曲] （2016）
- 上総国KAMUI／ぐーがる。[作詞・作曲] （2016）
- Fire in Love／A.B.C-Z　[共作詞・共作曲] （2017/06）
- ハルイチバン／ときめきアイドルproject　[作詞・作曲] （2017/09）
- しゃかりきリレーション／ときめきアイドルproject　[作詞・作曲・共編曲] （2017/09）
- カン違いSummer Days／ときめきアイドルproject　[作詞・作曲] （2018/05）
- マモリウタ／夏川りみ　[作詞・作曲] （2019/08）
- Sweet Bell／超特急　[共作曲] （2019/11）
- brodia／璃杏　[作曲] （2022/12）
- 眠り猫の夜／璃杏　[作曲] （2022/12）
- 謎の力／22/7　[作曲] （2023/01）

### 参加作品
- 元気Mix　クラシック・ダンス・パレード　[編曲]（2012）
- クラシックダンスパレード　SUPER ULTRA MEGA MIX　[編曲]（2013）